# New Age (singel)
"New Age" – to popowy utwór brytyjskiego piosenkarza Marlon Roudette. Utwór wydany został w 16 sierpnia 2011 roku przez wytwórnię płytową Universal Music Group jako debiutancki singel piosenkarza z jego pierwszego albumu studyjnego, zatytułowanego Matter Fixed. Tekst utworu został napisany przez Guya Chambersa i Marlona Roudette, którzy także zajęli się jego produkcją. Singiel dotarł do szczytu listy przebojów w Niemczech, Szwajcarii oraz Austrii. Ponadto znalazł się w pierwszej dziesiątce najpopularniejszych singli w Polsce, Belgii oraz Holandii. Utwór przez 8 tygodni z rzędu znajdował się na pierwszym miejscu w Niemczech i otrzymał tam status podwójnie platynowej płyty.

## Notowania na listach przebojów
| Lista (2013)                            | Najwyższa pozycja |
| --------------------------------------- | ----------------- |
| Austria (Ö3 Austria Top 40)             | 1                 |
| Belgia (Flandria) (Ultratop 50 Singles) | 12                |
| Belgia (Wallonia) (Ultratop 50 Singles) | 7                 |
| Francja (Top 200 Singles)               | 14                |
| Niemcy (Top 100 Singles)                | 1                 |
| Węgry (Rádiós Top 40 játszási lista)    | 15                |
| Holandia (Single Top 100)               | 10                |
| Polska (AirPlay – Top)                  | 4                 |
| Szwajcaria (Singles Top 100)            | 1                 |